# Примадонна
Примадо́нна (від італ. prima donna — «перша пані») — співачка, яка виконує перші партії в опері або опереті. Термін виник наприкінці XVII століття в Італії, де виконавців чоловічих перших партій називають primo uomo («перший чоловік»).

## Джерело
- Юцевич Ю. Є. Музика: словник-довідник. — Видання друге переробл. і доп. — Тернопіль: Навчальна книга — Богдан, 2009. — 359 с. — ISBN 978-966-10-0445-9